# Belegexemplar
Ein Belegexemplar ist der bei Veröffentlichungen in Druckerzeugnissen geführte Nachweis über eine erbrachte Leistung oder die Inanspruchnahme eines urheberrechtlich geschützten Werkes.

## Deutschland

### Wesen
Mit einem Belegexemplar weisen Verlage ihren Auftraggebern eine Veröffentlichung nach. So wird den Werbeagenturen und deren Auftraggebern gegenüber der Nachweis erbracht, dass eine Anzeige erschienen ist und wie sie platziert wurde. Bei den PR-Agenturen dient das Belegexemplar dem Nachweis, dass eine Pressemitteilung redaktionell verwendet wurde. Dem Journalisten oder Autor ist es Nachweis, dass ein Artikel von ihm erschienen ist. Den Bildagenturen und Fotografen, dass und wo eine Fotografie veröffentlicht worden ist.
Üblich sind zwei Belegexemplare, eines für die Agentur und eines für deren Auftraggeber. In allen Fällen genügt die entsprechende Zeitungs- oder Zeitschriftenseite (Seitenbeleg), wenn aus ihr die wesentlichen Merkmale wie Titel, Ausgabe, Platzierung und Erscheinungsdatum hervorgehen, sonst ist das ganze Druckexemplar zu überlassen.
Das Belegexemplar dient aber nicht nur dem Nachweis für die erbrachte Leistung durch die Verlage und der entsprechenden Rechnungsstellung, sondern es ist auch gegenüber dem Urheber eines urheberrechtlich geschützten Werkes wie Autor, Fotograf und Grafiker Nachweis darüber, dass es im Rahmen der erlaubten Nutzung in Anspruch genommen wurde, was er andernfalls aufgrund seiner Urheberschaft untersagen könnte (§§ 12 ff. UrhG).

### Belegexemplarrecht
Eine unmittelbare gesetzliche Anspruchsgrundlage, ein Belegexemplar verlangen zu können, gibt es im Gegensatz zum Autorenexemplar (§ 25 VerlG) nicht, sondern sie folgt aus dem allgemeinen Rechtsgrundsatz der Leistung nach Treu und Glauben mit Rücksicht auf die Verkehrssitte (§ 242 BGB). Deshalb ist das Belegexemplar gewöhnlich Gegenstand von privatschriftlichen Vertragsvereinbarungen oder der Allgemeinen Geschäftsbedingungen von Verlagen, Werbe- und Bildagenturen sowie der Fotografen und Journalisten.
Basiert eine Veröffentlichung zum Teil oder vollständig auf Archiv- oder Bibliotheksgut, ist der Autor entsprechend den jeweiligen Landesgesetzen verpflichtet, dem Archiv oder der Bibliothek Belegexemplare zu überlassen.